# 达尔瓦
达尔瓦（法語：Darvoy，法語發音：[daʁvwa]）是法国卢瓦雷省的一个市镇，位于该省中部偏西南，属于奥尔良区。

## 地理
达尔瓦（47°51'26"N, 2°5'57"E）面积8.58 平方千米，位于法国中央-卢瓦尔河谷大区卢瓦雷省，该省份为法国中北部省份，北起埃松省，西北接厄尔-卢瓦省，西南接卢瓦-谢尔省，南至涅夫勒省和谢尔省，东临约讷省，东北接塞纳-马恩省。
与达尔瓦接壤的市镇（或旧市镇、城区）包括：雅尔若、费罗勒、桑迪永。

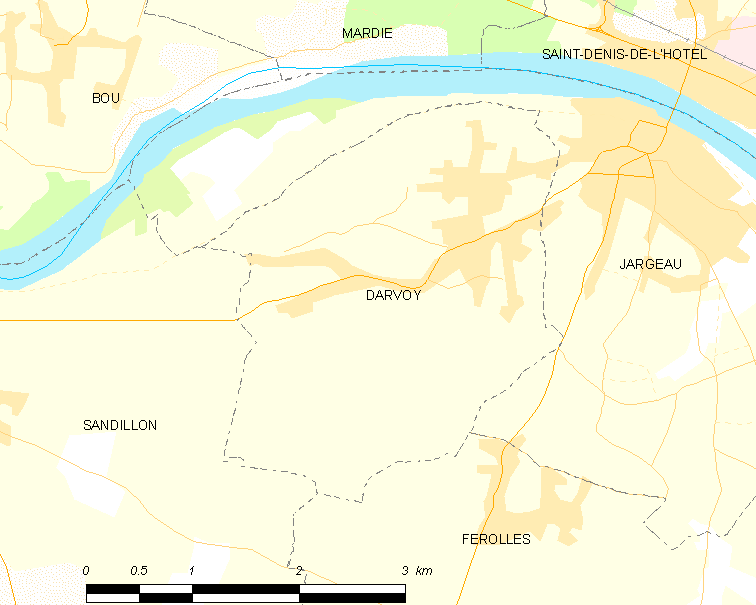
达尔瓦的OSM定位图

达尔瓦的时区为UTC+01:00、UTC+02:00（夏令时）。

## 行政
达尔瓦的邮政编码为45150，INSEE市镇编码为45123。

## 政治
达尔瓦所属的省级选区为卢瓦尔河畔新堡县。

## 人口

1962-2008年间达尔瓦人口变化图示

达尔瓦于2022年1月1日时的人口数量为1905人。